# Joseph Évrard
Pour les articles homonymes, voir Évrard.
Joseph Alphonse Marie Évrard (8 mai 1889 - 30 septembre 1974) est un ecclésiastique français, évêque de Meaux de 1937 à 1942.

## Biographie
Joseph Évrard est né le 8 mai 1889, à Muncq-Nieurlet, dans une famille de notables paysans, conservateurs et catholiques (il était le fils de Joseph Évrard (rentier) et de Marie Daullé). Il reçoit une éducation chrétienne dans sa famille, puis au collège des Jésuites de Boulogne, au moment de la « guerre scolaire » en 1901, enfin au collège Saint-Bertin de Saint-Omer. Il se destine très tôt à la vocation sacerdotale et est ordonné prêtre le 21 septembre 1912. Néanmoins, il part compléter sa formation à Rome d'où il revient en 1914, docteur en droit canon.
Il est nommé professeur au grand séminaire d'Arras quand survient la guerre qu'il accomplit comme brancardier et aumônier volontaire (au 208e régiment d’infanterie). De 1919 à 1929, il enseigne la morale et l'apologétique au grand séminaire tout en assurant le service de deux paroisses dévastées et privées de prêtre. En 1929, il est nommé curé de la paroisse minière de Bruay-en-Artois où il se distingue par son dynamisme, par son désir de se rapprocher de ses ouailles et de développer l'Action catholique. Il poursuit la même œuvre à Calais où il est archiprêtre de 1933 à 1937.
Il est consacré évêque le 8 avril 1937 pour le diocèse de Meaux par l'évêque d'Arras, Henri-Édouard Dutoit. Il s'y efforce d'accomplir sa tâche avec talent, mais s'y révèle plus pasteur qu'administrateur, d'où des critiques que cet homme de la « campagne » supporte mal. Malade, il abandonne sa charge en décembre 1939 pour un repos prolongé et finit par démissionner en 1942. Il devient alors évêque titulaire de Dionysopolis (de).
Pendant de longues années, il se transforme en un évêque itinérant qui visite les paroisses du diocèse d'Arras et d'autres régions de France. Il est l'observateur attentif d'une époque, celle de la Seconde Guerre et des années d'après-guerre, au miroir de la chrétienté. Guidé par son âme de pasteur, il participe aussi à toutes les manifestations de la foi religieuse et est l'un des artisans essentiels du « grand retour » de la Vierge de Boulogne dans l'immédiat après-guerre. D'une foi profonde, conscient de sa mission, son souci constant consiste à rapprocher les âmes de Dieu et de développer la ferveur chrétienne. Il sait se rapprocher de ses nombreuses ouailles, mêlant dans sa réflexion les réalités les plus concrètes qui font leur vie quotidienne aux plus hautes spéculations philosophiques.
La publication de ses prônes dominicaux révèle ses connaissances théologiques et profanes. Ses notes et les analyses qu'il tire de ses observations lors des visites de paroisse constituent un matériau précieux dans le domaine de la sociologie religieuse qui se développe alors sous l'égide de Gabriel Le Bras, avec lequel il entretient d'étroites relations. Elles portent aussi la marque de ses convictions personnelles.
Retiré à Saint-Omer dès 1947, il ralentit ses activités au tournant des années soixante, quand l'âge vient. Il est fait chevalier de la Légion d'honneur en 1962. Il meurt le 30 septembre 1974, à l'âge de 85 ans. Inhumé à l'origine dans le caveau du clergé de Saint-Pierre-lès-Calais et de Calais au cimetière sud de Calais, sa dépouille fut transférée le 17 novembre 2013 dans la chapelle de la Vierge de l'Église Notre-Dame de Calais.

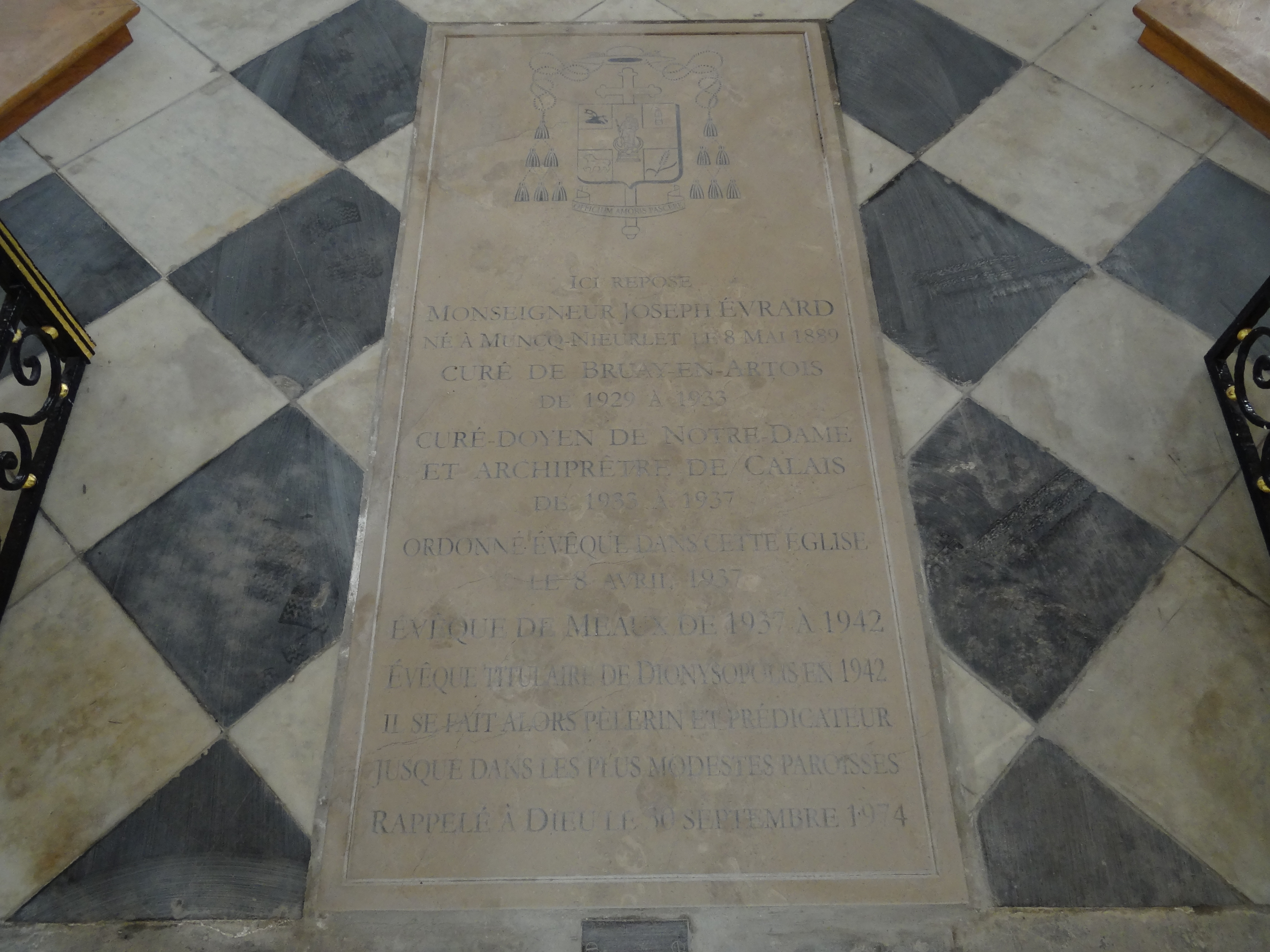
La tombe de Joseph Évrard à l'entrée de la chapelle de la Vierge de l'église Notre-Dame de Calais (Pas-de-Calais).

## Distinctions
- Chevalier de la Légion d'honneur (30 décembre 1964)[1]
- Médaille militaire (Journal officiel du 14 novembre 1915)
- Croix de guerre 1914-1918

## Sources
1. ↑  « Cote 19800035/1257/45028 », base Léonore, ministère français de la Culture.

- D'après une notice de René Lesage.
- Archives départementales du Pas-de-Calais, acte de naissance de Muncq-Nieurlet, 1889, n° 6
- « Mgr Évrard, évêque de Dionysopolis, a été fait chevalier de la Légion d'honneur par le général Hassler », La Voix du Nord,‎ 9 mai 1965.
- « Jeudi, à la cathédrale de Saint-Omer, le diocèse d'Arras rendre un ultime hommage à Mgr Évrard, décédé hier matin », La Voix du Nord,‎ 1er octobre 1974.